# A Bíblia Satânica
A Bíblia Satânica (The Satanic Bible) é um livro escrito pelo fundador da Igreja de Satanás, Anton Szandor LaVey, em 1969. Contém uma coleção de ensaios ateístas críticos ao cristianismo, observações, conduta ética e rituais para a autossatisfação e descarga emocional que formam o cânon do satanismo laveyano, que enfatiza Satanás como um arquétipo e uma metáfora para simbolizar o próprio indivíduo seguidor da filosofia satanista. A bíblia satânica endossa sua rejeição a qualquer ritual religioso ou sobrenatural.
Na introdução do livro, LaVey opina contra algumas práticas ocultistas:
Este livro foi escrito porque, salvo raríssimas exceções [...] cada grimório "secreto" nada mais são do que mentiras sagradas. [...]  Escritor após escritor, no vão esforço de apresentar os princípios da “magia branca",  só conseguiram mesmo é enrolar o assunto mais ainda, fazendo com que quase todo estudioso de magia dê asas à estupidez, e incentivando-o a empurrar pranchetinhas sobre tabuleiros de ouija, ficar de pé dentro de um pentagrama esperando um demônio aparecer para ele, lançando I-Ching de modo pomposo como muitos antigos pretensiosos [...] Ou seja, fazendo papel de tolo para si aos olhos daqueles que realmente conhecem. (Prefácio do livro A Bíblia Satânica)
A bíblia satânica afirma que um satanista de verdade não se encolhe dentro de um pentagrama e também que um satanista não faz preces de invocação e nem invoca uma entidade como se faz em círculos e terreiros de feitiçaria. Afirma que quem age assim "joga o jogo do Diabo", mas sob uma capa de "luz branca" que os torna meros repetidores enrustidos dos dogmas do cristianismo. Por esses, o satanista só sente escárnio, pois a Bíblia Satânica afirma que eles sentem medo das forças que invocam e buscam aprisioná-las, enquanto o satanista não aprisiona nem se protege das forças que invoca, mas "vive em comunhão com elas", ou seja, não há de se proteger contra aquilo que não existe. 
A Bíblia Satânica relata que “Lúcifer ascendeu no globo terrestre”, mais uma vez para proclamar que: "eis a Era de Satanás!” e afirmando que essa é uma revelação do que denomina a “Palavra da Matéria” e elucida que a vida é uma “preparação para todo e qualquer deleite”. Essas declarações atestam não a um demônio literal, mas simbólico. Lúcifer é uma simbologia de individualismo, e a Era de Satanás, referida pelo autor, é uma metáfora para uma Era da verdade.
A Bíblia Satânica é dividida em quatro livros, cada um associado a um "Príncipe do Inferno" segundo LaVey, a um ponto cardeal simbólico e a um dos antigos quatro elementos do sábio: o Livro de Satanás, associado ao sul e ao fogo, contém uma diatribe com a proclamação inicial dos satanistas e as acusações aos que a eles se opõem; o Livro de Lúcifer, associado ao leste e ao ar, contém uma coletânea de ensaios detalhando a filosofia e os dogmas do satanismo; o Livro de Belial, associado ao norte e à terra, contém o básico da teoria e da prática do que LaVey cunhou como "magia satânica"; e o Livro de Leviatã, associado ao oeste e à água, contém a coletânea de invocações básicas a serem usadas nos rituais satânicos, mais uma versão adaptada por LaVey das Chaves Enoquianas do Dr. John Dee. 

## O Livro de Satanás
O primeiro livro da Bíblia Satânica chama-se Livro de Satanás. Nele, LaVey, em nome do Diabo, faz uma "Diatribe Infernal", onde afirma que “O demônio desde sempre tem sido atacado pelos homens de Deus” e que “nunca houve uma oportunidade [...] para o Príncipe das Trevas responder à altura”, além de denunciar que, não fosse a necessidade de um “satânico inimigo” para apontar o dedo, as várias religiões que professam Deus “entrariam em colapso”.
A diatribe continua afirmando:
“Nestes séculos todos de maledicência que o Demônio tem recebido, ele nunca revidou seus difamadores... mas agora ele sentiu que está na hora de retrucar”.
E conclama então à leitura e aprendizado da “Lei” satânica nos versos seguintes.

## A Diatribe Infernal
Na Parte I, LaVey discorre onze itens que estabelecem dogmas como: “Morte ao fraco, saúde ao forte!”, e proclama a força de Satanás e estabelece como enfrentará o combate contra Deus e seus servos, afirmando que irá “questionar as leis do homem e de Deus!"
"Eu exigirei as razões da sua regra de ouro e perguntarei a origem e a finalidade dos seus dez mandamentos”.
LaVey revela que o satanismo puro vai além de rituais com pentagramas e se contrapõe a toda forma de adoração. Estabelece o Livro de Satanás:
“E aquele que me disser "deverás" para mim se tornará meu inimigo mortal!”
LaVey insulta aos cristãos e o seu Cristo:
“Molho o meu dedo no sangue aguado do seu impotente e louco redentor, e escrevo na sua testa espetada de espinhos: O verdadeiro príncipe do mal - o rei dos escravos!”
O livro de Satanás estabelece que “todas as convenções” que bloqueiam o sucesso do satanista devem ser “evitadas”. E declara que já foi vitorioso contra Jesus, a quem chama Jeová, declarando:
“Eu olho fundo no olho do seu temido Jeová, e o agarro pela barba; ergo um machado e racho-lhe o crânio comido de vermes!”
Na parte II, afirma que o crucifixo simboliza incompetência, e “questiona os dogmas morais”. Ensina como o satanista deve proceder:
“Nenhum credo deve ser aceito sob a autoridade de uma "divina" natureza. Religiões devem ser postas à prova. Nenhum dogma moral pode ser tomado como absoluto.”
A dica para o satanista é que os dogmas foram criado pelo homem e “aquilo que o homem pode criar, o homem pode destruir!”
Estabelece uma obrigação ao satanista: “Ascender o novo homem... para levá-lo ao sucesso material”.
Afirmando ser seu oponente os dogmas do cristianismo e os dogmas morais, o que classifica como “mentira”. Esclarece qual o combate mais difícil de vencer:
“A mentira que tem sido inculcada na criança desde pequena no joelho da mãe - é mais perigosa de combater do que contra a sorrateira pestilência!"
Na Parte III, estabelece questionamentos:
"Por que eu não deveria odiar os meus inimigos [?]... Não somos todos nós animais predatórios por instinto? Se os homens pararem de depredar os outros, eles poderão continuar a existir?... não é a desprezível filosofia da pessoa servil que vira as costas quando chutado? E conclui com princípios: “Odeie seus inimigos... atinja-o dilacerando e desmembrando-o, pois autopreservação é a lei suprema! Quem mostra a outra face é um cão covarde!”
Na Parte IV, proclama contra a existência de um “céu de glória radiante” e contra a existência de um “inferno onde os pecadores torram”, e adverte: "Aqui e agora é nosso dia de regozijo!" Reafirmando que não há um redentor vivo, pois segundo o satanismo, o homem deve dizer: "Eu sou o meu próprio redentor".
Na Parte V, faz um arrazoado sobre as "bem-aventuranças satânicas", em paródia ao Sermão da Montanha, onde abençoa os “fortes”, e amaldiçoa os “submissos, que serão pisoteados pelas patas do Diabo!”; abençoa os “que vencem”, e amaldiçoa os “vencidos”; abençoa os “destruidores da falsa esperança, pois são os verdadeiros Messias”, e amaldiçoa os “vassalos de Deus”; abençoa os “valentes” e amaldiçoa os que acreditam na dicotomia do “bem e do mal”; abençoa os que “sabem o que é melhor para si” e amaldiçoa as "ovelhas de Deus"; amaldiçoa “aqueles que ensinam mentiras por verdades e verdades por mentiras”, e abençoa os que têm uma “mente afiada”. Por fim, amaldiçoa três vezes os "fracos cujas inseguranças os tornam vis", e encerra dizendo que "o anjo da decepção mora na alma dos 'retos'. O fogo eterno da força através da alegria brilha no corpo do satanista."